# Davis River (Broad River)
Der Davis River ist ein Fluss im Süden des australischen Bundesstaates Tasmanien.

## Geografie
Der fast zwölf Kilometer lange Davis River entspringt an den Westhängen des Mount Field East, eines Berges im Zentrum des Mount-Field-Nationalparks. Von dort fließt er nach Norden und mündet rund vier Kilometer nordwestlich des Brown Mountain in den Broad River.